# Eugen Wellish
Eugen Wellish (Budapest, 1º ottobre 1924 – Daly City, 10 maggio 2005) è stato un calciatore ungherese, di ruolo attaccante.